# 玛丽安娜·弗洛尔曼
玛丽安娜·弗洛尔曼（丹麥語：Marianne Florman，1964年6月1日—），丹麦女子手球运动员。她曾代表丹麦国家队参加1996年夏季奥林匹克运动会手球比赛，结果获得一枚金牌。